# 11 Tauri
11 Tauri är en vit underjätte i Oxens stjärnbild.
11 Tau har visuell magnitud +6,10 och befinner sig på ett avstånd av ungefär 480 ljusår.